# Жана II Наварска
Жана II Наварска (на френски: Jeanne II de Navarre; на испански: Juana II de Navarra; на баски: Joan Nafarroako II) е кралица на Навара от 1328, графиня на Шампан и Бри от 1317, дъщеря на Луи Х Френски и I Наварски, и неговата първа жена Маргьорит Бургундска. Заради съмнения в бащинството на Луи X, Жана е лишена от правата си над Франция и Навара след смъртта му. Едва в 1328, когато последния от чичовците ѝ Шарл IV умира ѝ е върнато Кралство Навара. Управлява съвместно със съпруга си Филип д'Еврьо. Умира през 1349 от Чумната епидемия заляла голяма част от Европа.
Малката Жана е само на четири години когато майка ѝ умира в затвора Шато Гаяр при подозрителни обстоятелства. След обвинение в изневяра, кралицата е затворена, а на принцесата започва да се гледа с подозрение. Баща ѝ Луи скоро се жени повторно за Клеманс Унгарска, която му ражда син, който да го наследи, Жан I, но на който не е съдено да живее дълго.
Като наследник на Луи и Жан, Жана има пълно право да претендира за короната, като главен неин съперник бил чичо ̀ Филип дьо Поатие, по-малък брат на Луи и син на Филип IV Френски. Победител става Филип по множество причини, между които крехката ѝ възраст, съмнения относно това дали тя е дъщеря на Луи и недоволството на Генералните Щати от това Франция да бъде управлявана от жена – „Кралство Франция няма да се наниже на хурката“. Но последното не е в сила, тъй като в Навара вече има прецедент жена да наследи трона.
След смъртта на Филип през 1322 и на брат му Шарл IV през 1328, вече няма мъжки наследник, за което и да е от двете кралства, поне не и от Филип IV, затова короните отиват в ръцете на поредния Филип, Филип дьо Валоа, син на Шарл дьо Валоа, брат на Филип Хубави, коронован като Филип VI Валоа. В крайна сметка Жана става кралица на Навара през 1328, като сключва договор с Филип VI, който не е наследник на наварските крале и няма права над короната. В договора тя е принудена да се откаже не само от претенциите си за френския трон и от земите, наследени от баба ѝ в Бри и Шампан. Като компенсация ѝ са предоставени Ангулем и Монтен, както и част от Котентинл.
Тя управлява до смъртта си в Чумната епидемия през 1349 заедно със съпруга си Филип III Наварски, Jure uxoris крал на Навара. Филип също така е и граф Д'Евро, титла наследена от баща му, Луи д'Евро, син на френския крал Филип III, така че във вените му също тече кръвта на династията на Капетингите. Неговите наследствени земи, заедно със земите на Жана в Нормандия и Шампан носят на двойката немалко земи в Северна Франция.
Двамата имат щастлив брак, чийто резултат са осемте им деца. Наследени са от сина си Карл II, а дъщеря им Бланш става втора съпруга на Филип VI Френски. Макар Жана така и да не наследява френския трон, нейните наследници, крале на Навара, в крайна сметка сядат на него, когато Анри IV го получава близо два века и половина по-късно през 1589.

## Фамилия
Жана се омъжва на 18 юни 1318 година с Филип III д’Еврьо (27 март 1306 – 23 септември 1343), граф Еврьо и Лонгвил от 1319, крал на Навара от 1328, пер на Франция. Те имат осем деца:
- Мария Наварска (1329 – 29 април 1347), съпруга на Педро IV Арагонски (1319 – 1387)
- Бланш д'Евро (1331 – 1398), втора съпруга на много по-стария Филип VI (1293 – 1350), крал на Франция
- Карл II Злия (1332 – 1387), крал на Навара
- Агнес Наварска (1334 – 1396), съпруга на Гастон III, граф на Фоа (1331 – 1391)
- Филип Наварски (1336 – 1363), граф на Лонгвил
- Жана (1338 – 1387) монахиня
- Жана (1339 – 1403), съпруга на Жан, виконт на Рона
- Луи (1341 – 1373) граф на Бомон-ле-Роже